# Уфимский учительский институт
Уфимский учительский институт (ныне Уфимский университет науки и технологий) — педагогическое учебное заведение и первый учительский институт в городе Уфе, существовавшее в 1909–1919 годах. Осуществлял подготовку учителей в Уфимской губернии; выпускники получали звание учителя высшего реального училища.
Здание Уфимского учительского института (ныне Уфимский университет науки и технологий) является памятником градостроительства и памятником истории и архитектуры; ныне его занимает театральный факультет Уфимского института искусств имени Загира Исмагилова.

## Описание
В составе были словесно-историческое, естественно-географическое и физико-математическое отделения. Имел библиотеку, несколько учебных кабинетов и лабораторий, пособия по истории, географии, рисованию, 14 музыкальных инструментов. При институте действовало городское училище.

## История
В 1875 в Оренбурге создан Оренбургский учебный округ, в состав которого вошли Оренбургская, Уфимская и Пермская губернии, и Тургайская и Уральская области. В Уфимской губернии подготовку учителей вели Благовещенская и Бирская учительские семинарии, а также, некоторое время, педагогические классы Уфимского и Белебеевского городских училищ, и Мариинская женская гимназия в Уфе.
В 1906 попечителем учебного округа Н. А. Бобровников поставлен вопрос о смене административного центра с Оренбурга на Уфу, а также об открытии в Уфе учительского института с целью подготовки преподавателей русского языка, истории, естествоведения и географии, математики, физики, физической географии и иностранных языков. При этом, если канцелярию округа предложено временно разместить в здании Уфимского реального училища, то для постройки отдельного здания учительского института средств в казне не было. В 1906 Дворянское собрание Уфы согласилось уступить Министерству народного просвещения только что построенное на Телеграфной улице здание для пансионата-приюта дворянских детей. Но в итоге средств для открытия в Уфе института ни в казне губернии, ни в Министерстве народного просвещения не было.
В августе 1907, на совещании руководителей учебных заведений Уфы, вновь поставлен вопрос об открытии учительского института в округе, а именно, о восстановлении закрытого в 1894 Оренбургского учительского института. При этом, институт должен был быть восстановлен в Уфе.
8 января 1908 Уфимская городская дума безвозмездно предоставило участок для постройки здания института, а до постройки — обязалась арендовать помещения. 24 января 1908 дума, заслушав доклад Уфимской городской управы, что по смете Министерства народного просвещения с 1 июля 1909 выделены средства на содержание и оборудование института, бесплатно выделила один из трёх участков для строительства здания, на выбор дирекции института.
19 мая 1909 дума окончательно определила место постройки здания — на Никольской площади, позади усадьбы Уфимского католического костёла — ныне на этом месте расположено здание Уфимского городского приходского училища, которое занимает Башкирский хореографический колледж имени Рудольфа Нуреева. Летом 1909 предводитель дворянства Уфы дал согласие на размещение института и училища при нём на первом и третьем этажах здания пансионата-приюта дворянских детей, предложенном ещё в 1906. Открылся 4 октября 1909.
В 1918 в институте организованы разнообразные курсы, в том числе — для воспитанников медресе «Галия», «Усмания» и «Хасания» Уфы, и «Хусаиния» Оренбурга, на которые зачислялись без вступительных экзаменов.
В конце 1919 преобразован в Уфимский институт народного образования. Позднее в здании института размешалась высшая партийная школа.

## Сотрудники

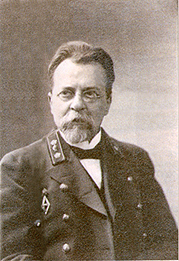
Первый директор А. Н. Лисовский

В 1909–1910 работало 6 преподавателей: русского языка и словесности — Н. Ф. Сысоев, математики — И. С. Грушин, естествоведения — П. П. Кинсемский, графических искусств — В. С. Мурзаев, пения — И. П. Ишпайкин; в городском училище при институте — 4 преподавателя — русского языка, географии и истории, арифметики и геометрии, и естествознания. Они были выпускниками Новороссийского, Юрьевского, Казанского университетов, Казанского учительского института и художественной школы.
В 1913 работало 12 преподавателей.
В 1918 преподавали А. Ф. Казанский, В. С. Яворский, В. Н. Петров.

### Директора
- 1909–1917 — А. Н. Лисовский
- 1917–1919 — В. С. Яворский